# O Srdce Mladého světa 1990
Turnaj o Srdce Mladého světa uspořádaný roku 1990 byl posledním (24.) ročníkem československé fotbalové soutěže ženských družstev, která se od roku 1966 konala pod záštitou tuzemského týdeníku Mladý svět.
Soutěž byla rozdělena na část amatérskou, které se přes rok zúčastnilo více než 30 týmů, a profesionální, do které bylo pozváno šest družstev včetně zahraničních hostů z Polska a Sovětského svazu. V hlavním finále zvítězila rozdílem jedné branky Sparta Praha nad československým juniorským výběrem a získala svůj osmý titul. Amatérskou část vyhrálo družstvo TJ Svornost Hvozd.
Turnaj o Srdce Mladého světa se v roce 1990 naposledy zapsal do historie ženské kopané, která na něj měla ještě dlouho vzpomínat. V poslední reportáži Mladý svět reflektoval úspěšné roky svého snažení, rozvoj ženského fotbalu v Československu i účast zahraničních klubů. Dle slov týdeníku nastala doba generační obměny ženské fotbalová reprezentace, ale také obtížné situace (mimo jiné ekonomické a funkcionářské), do které se československý ženský fotbal dostal. S odstupem času lze říci, že co do účasti českých klubů zastává roli turnaje od roku 2007 Pohár FAČR žen, avšak bez mezinárodního přesahu. Se zahraničními družstvy se nejlepší české kluby poměřují od roku 2001 v Lize mistryň UEFA.

## Zúčastněné týmy
Výzva k přihlášení do 24. ročníku turnaje se v Mladém světě objevila už na konci roku 1989. Po únorové uzávěrce bylo do amatérské postupové části přihlášeno celkem 35 týmů. V červenci bylo definitivně oznámeno, že po dvou ročnících konaných v Liberci se tentokrát finálová část turnaje odehraje v Praze a Dobříši. Organizaci protentokrát převzal klub TJ Mládí Praha 6. Mladý svět v létě ohlásil účast juniorského výběru Československa, českého mistra Sparty, slovenského mistra Trnavy a zahraničních soupeřů včetně týmu z Anglie. Nakonec se účastnily pouze dva zahraniční celky – Moskva a polský Czarni Sosnowiec. Namísto Angličanek šestici doplnila pražská Slavia. Ani trnavské družstvo nedorazilo, zastoupil ho pořádající tým TJ Mládí.

## Výsledky turnaje

### Amatérská část
Do finále amatérské části turnaje se více než třiceti přihlášených probojovaly stejně jako o rok dříve TJ družstevní závod Svornost Hvozd a olomoucká Koťata. Zápas se konal v rámci hlavní části turnaje, v neděli 19. srpna a Svornost zvítězila 3:0.

### Hlavní část
Skupinová část se odehrála v pátek 17. a sobotu 18. srpna. Utkání o umístění, včetně finále, byla na programu v neděli.

#### Skupina A
Ve skupině A se Slavia a Sparta utkaly s výběrem Moskvy.
Sparta Praha – Moskva 1:0
Slavia Praha – Moskva 0:0
Sparta Praha – Slavia Praha*
* Výsledek neotištěn, zápas skončil zřejmě remízou nebo výhrou Sparty o gól jinou než 1:0, protože Slavia skončila ve skupině před moskevským celkem.

#### Skupina B
Ve skupině B se juniorský výběr ČSFR a TJ Mládí utkaly s polským Sosnowcem.
Juniorky ČSFR – TJ Mládí Praha 6 3:0
TJ Mládí Praha 6 – Czarni Sosnowiec 0:1
Juniorky ČSFR – Czarni Sosnowiec 4:3

#### Utkání o 5. místo
| Tým 1  | Skóre         | Tým 2            |
| ------ | ------------- | ---------------- |
| Moskva | 1:0 (po pen.) | TJ Mládí Praha 6 |

#### Utkání o 3. místo
| Tým 1            | Skóre | Tým 2        |
| ---------------- | ----- | ------------ |
| Czarni Sosnowiec | 2:1   | Slavia Praha |

#### Finále
| Tým 1        | Skóre | Tým 2         |
| ------------ | ----- | ------------- |
| Sparta Praha | 1:0   | Juniorky ČSFR |

### Konečné pořadí
| Pořadí | Tým                |
| ------ | ------------------ |
| 1.     | Sparta Praha       |
| 2.     | Juniorky ČSFR „23“ |
| 3.     | Czarni Sosnowiec   |
| 4.     | Slavia Praha       |
| 5.     | Výběr Moskvy       |
| 6.     | TJ Mládí Praha 6   |

* Všechny výsledky dle reportáže v Mladém světě.